# Piotr Giertych
Piotr Giertych (ur. 20 kwietnia 1974 w Poznaniu) – polski inżynier leśnictwa, teolog i działacz społeczny.

## Życiorys
Absolwent studiów magisterskich inżynierii leśnictwa na Akademii Rolniczej w Krakowie (1998) oraz doktor teologii (Papieski Uniwersytet Świętego Krzyża w Rzymie (2004)).
Pomysłodawca  i współtwórca Orszaku Trzech Króli – ulicznych jasełek odbywających się w kilkuset miejscowościach w Polsce i za granicą. Od 2010 przewodniczący rady fundacji „Orszak Trzech Króli”, która organizuje Orszaki w całej Polsce. Współtwórca Szkoły Żagle Stowarzyszenia Sternik, w której pracuje prowadząc wykłady dla rodziców z zakresu teologii i wychowania.
Jest bratem Romana Giertycha. 

## Publikacje
Jest autorem książek: 
- „Piotrek i Ania idą do Pierwszej Komunii”, wydawnictwo Bernardinum Sp. z o.o., Pelplin, 2013, 184 s, ISBN 978-83-7823-104-2
- „Jacek, Kasia i ich Msza”, wydawnictwo Giertych, 2018, 230 s, ISBN 978-83-943613-6-5
- „Przewodnik dla rodziców dzieci idących do Pierwszej Spowiedzi i Komunii, Wydawnictwo Giertych, 52 s, ISBN 978-83-955-2793-7
- „Święty Rok”, Wydawnictwo Giertych, ISBN 978-83-965602-2-3
- „Kapitan Piszczel I Nieustraszony”, wydawnictwo Giertych, ISBN 978-83-955279-2-0
- „Kapitan Piszczel II Wyzwolenie”, wydawnictwo Giertych, ISBN 978-83-955279-0-6
- „Kapitan Piszczel III Waleczny”, wydawnictwo Giertych, ISBN 978-83-955279-1-3.